# Olszak (powiat poznański)
Olszak (Olschak Muhle) – osada leśna w Polsce położona w dolinie rzeki Głównej, w województwie wielkopolskim, w powiecie poznańskim, w gminie Pobiedziska.  W Olszaku istniał młyn wodny.  Dziś pozostały tylko fundamenty porośnięte roślinnością, zdziczały sad oraz  zdewastowany cmentarz ewangelicki. Zachowało się  na nim kilka obramowań rozkopanych grobów i pozostałości kamiennej steli. 
Miejscowość należy do sołectwa Borowo-Młyn.
W latach 1975–1998 miejscowość administracyjnie należała do województwa poznańskiego.